# Mycterodus sulcatus
Mycterodus sulcatus är en insektsart som beskrevs av Franz Xaver Fieber 1876. Mycterodus sulcatus ingår i släktet Mycterodus och familjen sköldstritar. Inga underarter finns listade i Catalogue of Life.